# منتخب المجر للباندي
منتخب المجر الوطني للباندي هو ممثل المجر الرسمي في المنافسات الدولية في الباندي في فئة الباندي للرجال.